# Saviñao
Zasugerowano, aby zintegrować ten artykuł z artykułem O Saviñao. Nie opisano powodu propozycji integracji.
Saviñao, w jęz. galicyjskim O Saviñao – miasto w Hiszpanii w Galicji w prowincji Lugo. Saviñao posiada bogate i cenne dziedzictwo kulturowe i zabytkowe architektury świeckiej takie jak m.in.:
- Dwór Vilela (El pazo de Vilelos)
- Dwór Arxeriz (El pazo de Arxeriz), którego właścicielem był Juan López Suárez
- Kościół San Paio de Diomondi
- Dom Opactwa Abadía de Santo Estevo de Ribas de Miño, który cały jest otoczony kamiennym murem